# Titularbistum Carpi
Carpi ist ein Titularbistum der römisch-katholischen Kirche.
Es geht zurück auf einen untergegangenen Bischofssitz in der gleichnamigen antiken Stadt, die in der römischen Provinz Africa proconsularis (heute nördliches Tunesien) lag. Der Bischofssitz war der Kirchenprovinz Karthago zugeordnet.
| Titularbischöfe von Carpi |                                                              |                                               |                  |                    |
| Nr.                       | Name                                                         | Amt                                           | von              | bis                |
| 1                         | Ernesto Segura                                               | Weihbischof in Buenos Aires (Argentinien)     | 7. April 1962    | 13. März 1972      |
| 2                         | Luigi Dossena Titularerzbischof pro hac vice                 | Apostolischer Nuntius                         | 26. Februar 1973 | 9. September 2007  |
| 3                         | Tarcisio Pusma Ibáñez (vor der Bischofsweihe zurückgetreten) | Weihbischof in Trujillo (Peru)                | 25. Januar 2008  | August 2008        |
| 4                         | Luis Alberto Fernández                                       | Weihbischof in Buenos Aires (Argentinien)     | 24. Januar 2009  | 10. September 2013 |
| 5                         | Bertram Víctor Wick Enzler                                   | Weihbischof in Guayaquil (Ecuador)            | 26. Oktober 2013 | 24. März 2015      |
| 6                         | Jorge Enrique Concha Cayuqueo OFM                            | Weihbischof in Santiago de Chile (Chile)      | 14. Juli 2015    | 5. Februar 2020    |
| 7                         | Ramon Bejarano                                               | Weihbischof in San Diego (Vereinigte Staaten) | 27. Februar 2020 |                    |